# Curly Sue
Curly Sue är en amerikansk komedifilm från 1991, skriven, regisserad och producerad av John Hughes. Rollerna spelas av bland andra James Belushi, Kelly Lynch, Alisan Porter och John Getz. Filmmusiken komponerades av Georges Delerue.

## Rollista
| James Belushi        | – Bill Dancer      |
| Kelly Lynch          | – Grey Ellison     |
| Alisan Porter        | – Curly Sue        |
| John Getz            | – Walker McCormick |
| Fred Dalton Thompson | – Bernard Oxbar    |
| Cameron Thor         | – Maitre d'        |
| Branscombe Richmond  | – Albert           |
| Steve Carell         | – Tesio            |
| Gail Boggs           | – Anise Hall       |
| Burke Byrnes         | – Dr. Maxwell      |
| Viveka Davis         | – Trina            |
| Barbara Tarbuck      | – Mrs. Arnold      |